# Rita Subowo
Rita Sri Wahyusih Subowo, (née le 27 juillet 1948 à Jogjakarta) est une dirigeante sportive indonésienne, membre du Comité international olympique depuis 2007. Elle a présidé le Comité national des sports indonésien de 2007 à 2011.
Elle est licenciée en économie de l'université Kristen Indonesia, Présidente de l’Orchid Foundation of Indonesia (2000-2005), trésorière de la Fondation «Tiara Sejahtera» pour enfants handicapés (1985-1992) et présidente du Comité olympique indonésien depuis 2014[réf. nécessaire].